# Robert Hamrla
Robert Hamrla (* 25. leden 1977, Zlín) je bývalý hokejový brankář. Dnes je podnikatelem v oblasti reklamy - marketingu, politikem, kde zastupuje stranu TOP 09 a bývalý generální manažer klubu PSG Berani Zlín.
V juniorském věku se vzdělával v brankářském řemeslu mj. pod vedením slavného brankáře československé hokejové minulosti Jiřího Králíka. Procházel mládežnickými reprezentačními výběry, ve kterých se setkal např. s Radkem Dvořákem, Tomášem Kaberlem či Markem Židlickým.
Poprvé nadějný brankář okusil nejvyšší hokejovou soutěž v 18 letech tj. během ročníku 1995/96. V sezóně 1997/98 odchytal jako brankářská jednička většinu extraligových zápasů týmu HC Continental Zlín.
Další sezónu odchytal v barvách týmu HC Becherovka Karlovy Vary, kde působil v pozici prvního brankáře plzeňský odchovanec Rudolf Pejchar. V lázeňském městě vydržel rok, po kterém se vrátil zpět do Zlína, se kterým se připravoval na nový ročník. Odchytal ho však v Šumperku, který právě postoupil do druhé nejvyšší soutěže. Šumperský hokej se zmítal ve finančních problémech a Robert Hamrla odešel na další hokejovou štaci do Prostějova. Tam odchytal celý ročník 2000/01. V roce 2004 byl účastníkem autonehody klubového busu Sarezy Ostrava, kde zahynul trenér Karel Metelka a Hamrla byl vážně zraněn /levá noha/. Od té doby již profesionálně nikde nechytal. V roce 2007 začal podnikat v reklamě a marketingu. Je majitelem společnosti Hamr marketing, s.r.o.
V roce 2009 započal svou politickou kariéru a byl zvolen předsedou ZL kraje strany Svobodných. Po dvou letech přešel do TOP 09 ve Zlíně, kde se stal lídrem kandidátky do komunálních voleb 2014. I v TOP 09 se stal předsedou MO Zlín.
V květnu 2022 odkoupil licenci na II.ligu ČR v ledním hokeji od Hodonína a založil klub Hokej Vyškov, kde je majitelem.
V listopadu 2022 se stal generálním manažerem klubu Berani Zlín, který převzal v totálním rozkladu na předposledním místě tabulky a předlužený. Klub tuto sezónu pod jeho vedením vyhrál, postoupil do baráže s Kladnem a vyrovnal všechny dluhy.
22. června 2023 Hamrla rezignoval na funkci generálního manažera klubu PSG Berani Zlín z důvodu obvinění z daňových podvodů.

## Hráčská kariéra
- 1995–96 HC Continental Zlín
- 1996–97 HC Continental Zlín
- 1997–98 HC Continental Zlín
- 1998–99 HC Becherovka Karlovy Vary
- 1999–00 HK Papíroví Draci Šumperk (1. liga)
- 2000–01 HC Prostějov (1. liga)
- 2001–02 HC Havířov Panthers, HC Keramika Plzeň, HC Prostějov (1. liga), IHC Písek (1. liga)